# Pablo Pereira (Fußballspieler, 1986)
Pablo Pereira, vollständiger Name Pablo Daniel Pereira Coitiño, (* 30. Januar 1986 in Montevideo) ist ein ehemaliger uruguayischer Fußballspieler.

## Karriere
Der 1,86 Meter große Offensivakteur Pereira stand zu Beginn seiner Karriere ab 2002 in Reihen der Mannschaft von Villa Española. In jenem Verein war er hinsichtlich der erzielten Tore der erfolgreichste Jugendspieler in der Vereinsgeschichte und debütierte bei den Montevideanern schließlich in der Ersten Mannschaft. Nachdem er auch dort als Torschütze erfolgreich war, verpflichtete ihn im Alter von 17 Jahren der Club Atlético Peñarol. Bei den „Aurinegros“ gehörte r zunächst der Reservemannschaft (Formativas) an und gelangte dann zu den Profis. Dort debütierte er unter Trainer Gregorio Pérez in der Primera División. Nachdem Gustavo Matosas Pérez als Trainer abgelöst hatte, verließ schließlich auch Pereira den Klub und schloss sich Fernández Vial aus Chile an. Seine nächste Karrierestation war der von Jaime „Pillo“ Vera trainierte Verein Deportes Puerto Montt. Nach einem Jahr bei den Chilenen kehrte er nach Uruguay zurück und schloss sich für ein halbes Jahr einem Klub aus der Segunda División an. Danach war CD Palestino sein Arbeitgeber.
Von 2009 bis Ende 2010 absolvierte Pereira dort 28 Partien (drei Tore) in der Primera División und drei Begegnungen (drei Tore) in der Copa Chile. Anfang Januar 2011 bis Mitte Juni jenes Jahres schloss er sich Sport Recife an und kam in fünf Aufeinandertreffen (kein Tor) des Campeonato Pernambucano sowie einmal (kein Tor) in der Copa do Brasil zum Einsatz. Anschließend war er bis in die zweite Dezemberhälfte 2011 bei Vitória de Bahía aktiv und lief bei dem Klub aus Salvador in einem Spiel (kein Tor) der Série B auf. Gegen Jahresende verpflichtete ihn El Tanque Sisley. Beim uruguayischen Erstligisten traf Pereira in der Clausura 2012 zweimal bei 13 Erstligaeinsätzen ins gegnerische Tor. In der zweiten Septemberhälfte 2012 wechselte er zum Club Atlético Atenas. Mitte Januar 2013 folgte ein Engagement bei Unión Temuco, das bis Ende Juli desselben Jahres währte und bei dem er zwei Pokalspiele und sieben Partien der Primera B bestritt. Ein persönlicher Torerfolg gelang ihm dabei nicht. Sodann setzte er seine Karriere bis Ende April 2014 bei Deportes La Serena fort. Seine Einsatzstatistik weist einen Treffer bei elf Zweitligaeinsätzen für die Mannschaft des Klubs aus La Serena aus. Ab Mai spielte er bis in den Juli 2014 für den uruguayischen Zweitligisten Central Español viermal in der Liga (kein Tor). Anschließend ist eine bis Mitte Oktober 2015 andauernde Karrierestation bei Deportivo Carchá für ihn verzeichnet.
Von dort wechselte er zu den Rampla Juniors und traf bei den Montevideanern in der Apertura 2015 viermal bei sieben Einsätzen in der zweithöchsten uruguayischen Spielklasse ins gegnerische Tor. In den ersten Januartagen des Folgejahres wurde er zu Juventud Unida nach Argentiniern transferiert. In der Primera B Nacional absolvierte er sieben Partien (kein Tor) für den in Gualeguaychú beheimateten Verein. Seit Mitte Juli 2016 gehörte er wieder dem Kader von Deportivo Carchá an. Bei den Guatemalteken bestritt er zehn Spiele (ein Tor) in der Liga Nacional. Im Februar 2017 schloss er sich abermals Central Español an.